# Lofostemon
Lofostemon (Lophostemon) je rod rostlin z čeledi myrtovité. Jsou to stálezelené stromy s jednoduchými střídavými listy a bílými květy. Tyčinky jsou srostlé nitkami do 5 sloupků, které dodávají květům zajímavý vzhled. Rod zahrnuje 4 druhy a je rozšířen v Austrálii a na Nové Guineji. Nejvýznamnějším druhem je Lophostemon confertus z východní Austrálie, který je těžen pro trvanlivé dřevo a pěstován v tropech jako nenáročná okrasná dřevina.

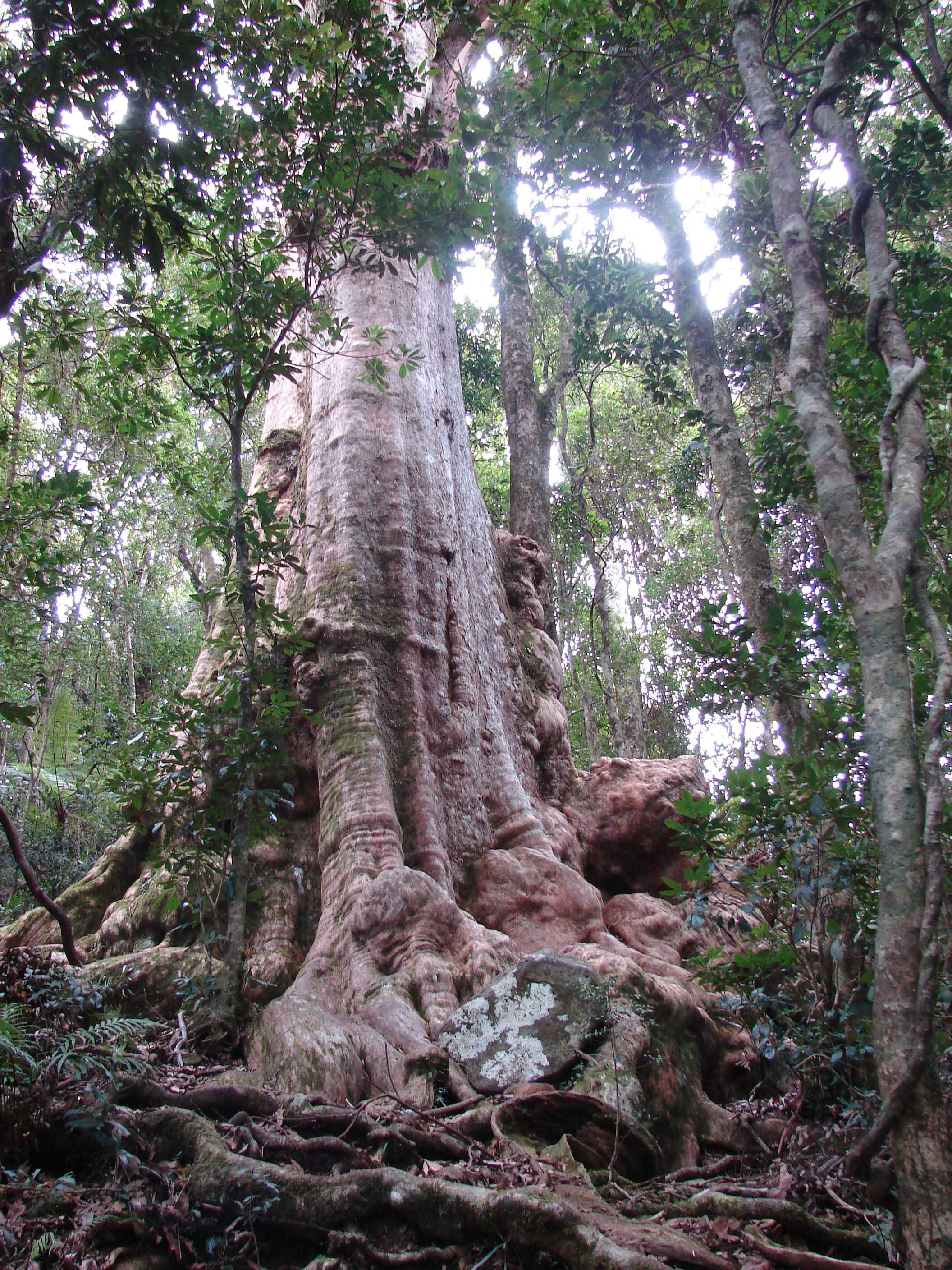
Kmen starého exempláře L. confertus

## Popis
Lofostemony jsou aromatické stálezelené stromy dorůstající obvykle výšky do 18 metrů, řidčeji keře. Mladé větévky a řapíky listů roní při porušení mléčný exudát. Listy jsou jednoduché, drobné nebo velké, celokrajné, kožovité, řapíkaté, střídavé, nahloučené na koncích větví (někdy vypadají jako přeslenité), bez palistů. Čepel listů je na ploše žláznatě tečkovaná.
Květy jsou drobné až středně velké, pravidelné, pětičetné, stopkaté, uspořádané v úžlabních vrcholících. Češule je zvonkovitá nebo kuželovitá. Kalich je tvořen 5 volnými, vejčitými laloky nasedajícími na češuli. Obvykle je vytrvalý. Koruna je bílá nebo smetanová, složená z 5 volných, okrouhlých korunních lístků. Tyčinek je mnoho (až 450) a jsou spodní částí nitek srostlé do 5 nápadných, sloupkovitých skupin. Semeník je polospodní, srostlý ze 3 plodolistů a obsahuje 3 komůrky s mnoha vajíčky. Čnělka je 1, vrcholová, zakončená hlavatou bliznou a kratší než tyčinky. Plodem je miskovitá až téměř kulovitá pouzdrosečná tobolka s mnoha drobnými semeny. Semena jsou křídlatá nebo bezkřídlá.

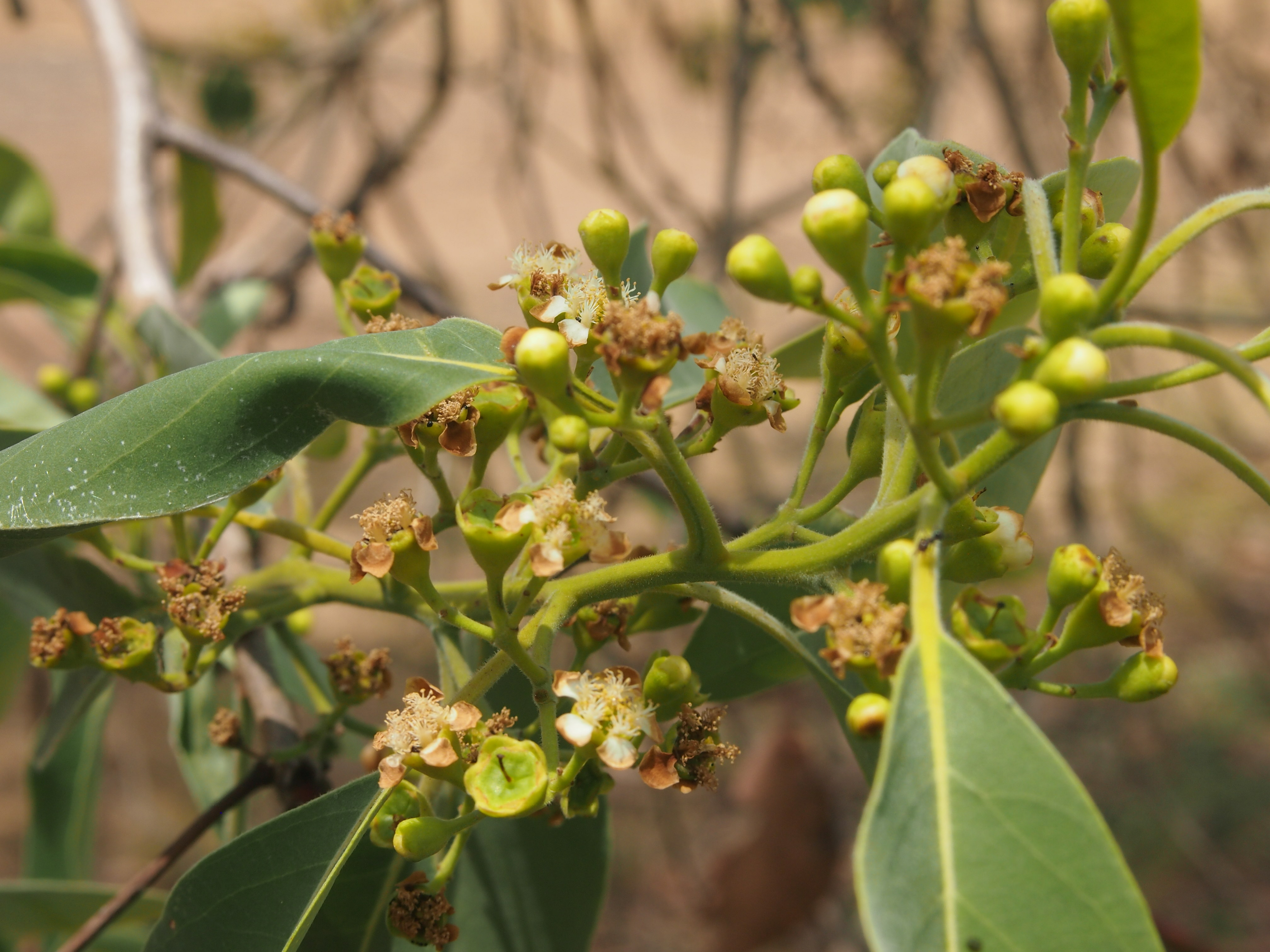
Drobné květy Lophostemon suaveolens
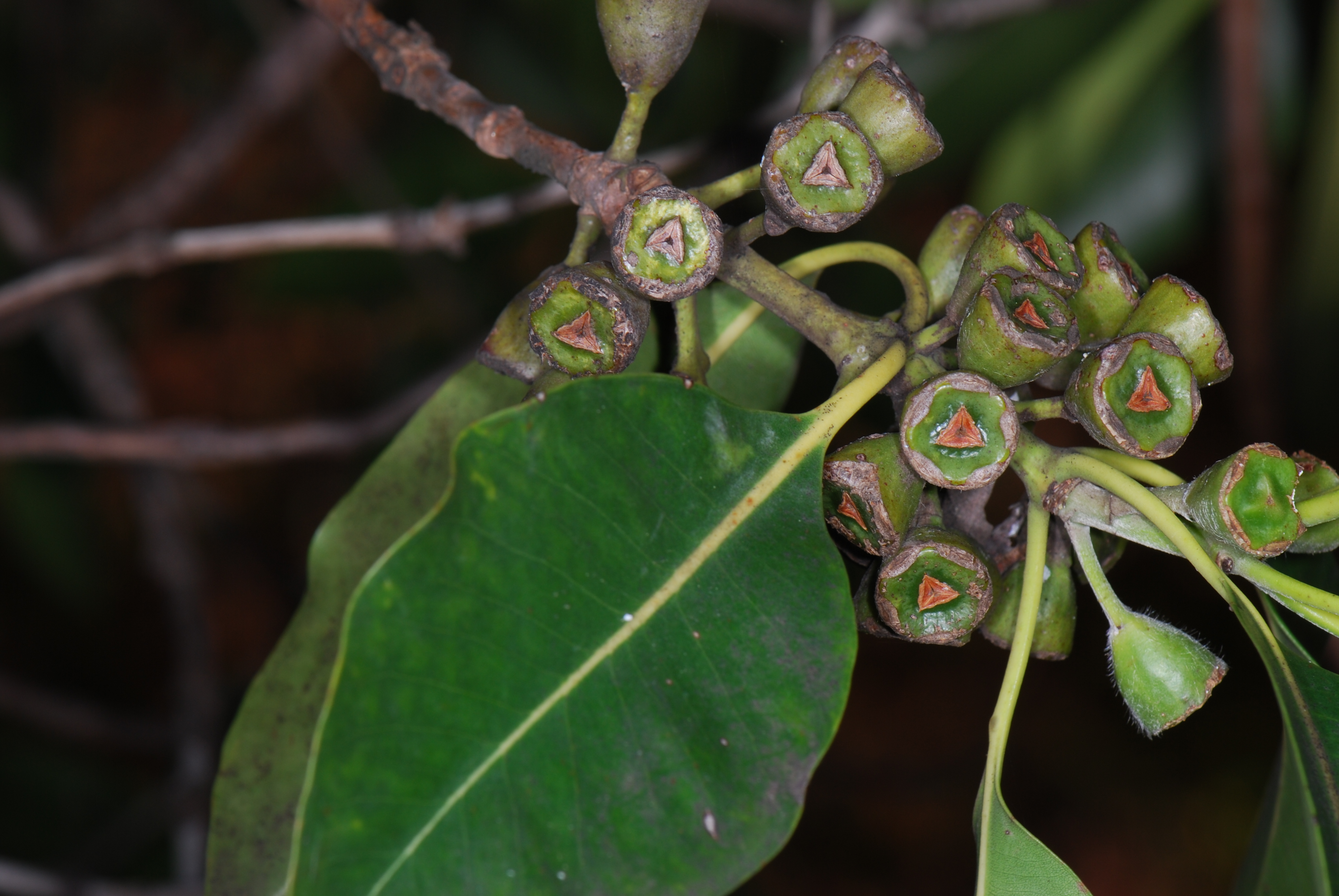
Nedozrálé plody L. confertus
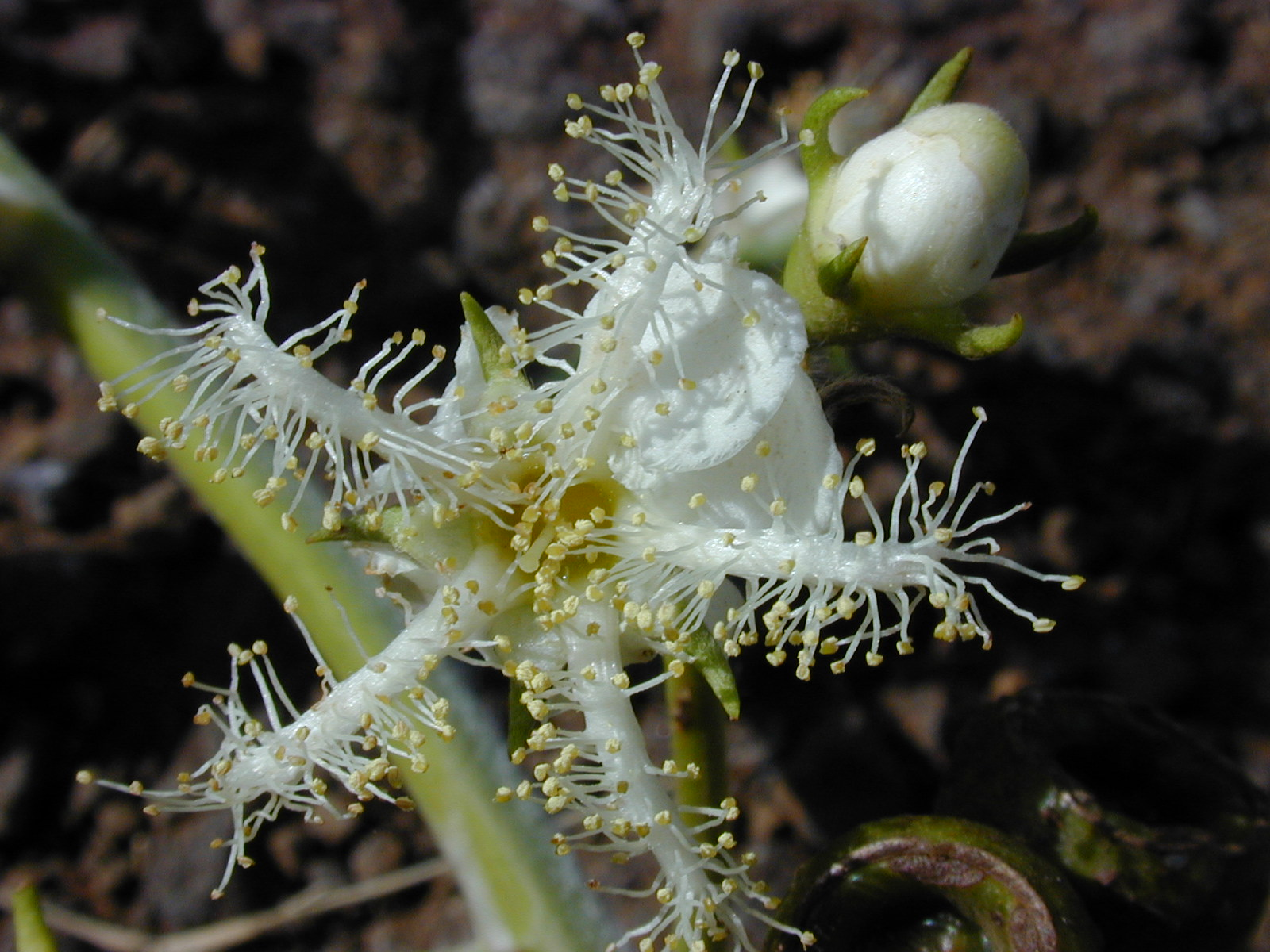
Květ L. confertus

## Rozšíření
Rod lofostemon zahrnuje 4 druhy. Je rozšířen v Austrálii a na jihu Nové Guiney. V Austrálii je výskyt omezen až na drobné výjimky na severní a východní část kontinentu. Na Nové Guineji roste jediný druh, L. suaveolens, který je rozšířen i ve východní Austrálii.

## Zajímavosti
Největší známý exemplář L. confertus roste v Austrálii v Nový Jižní Wales. Je 54 metrů vysoký a průměr kmene činí 3,17 metru.

## Ekologické interakce
Lofostemony jsou v Austrálii živnými rostlinami celé řady motýlů, např. modrásků z rodu Hypochrysops, soumračníkovitých motýlů Chaetocneme denitza, Ch. beata a Netrocoryne repanda a můr Doratifera vulnerans a Panacela lewinae.

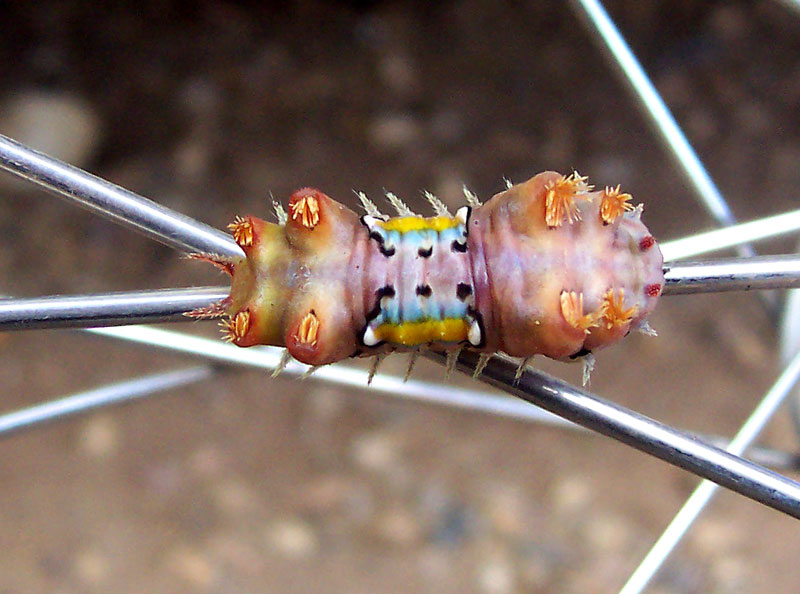
Housenka můry Doratifera vulnerans
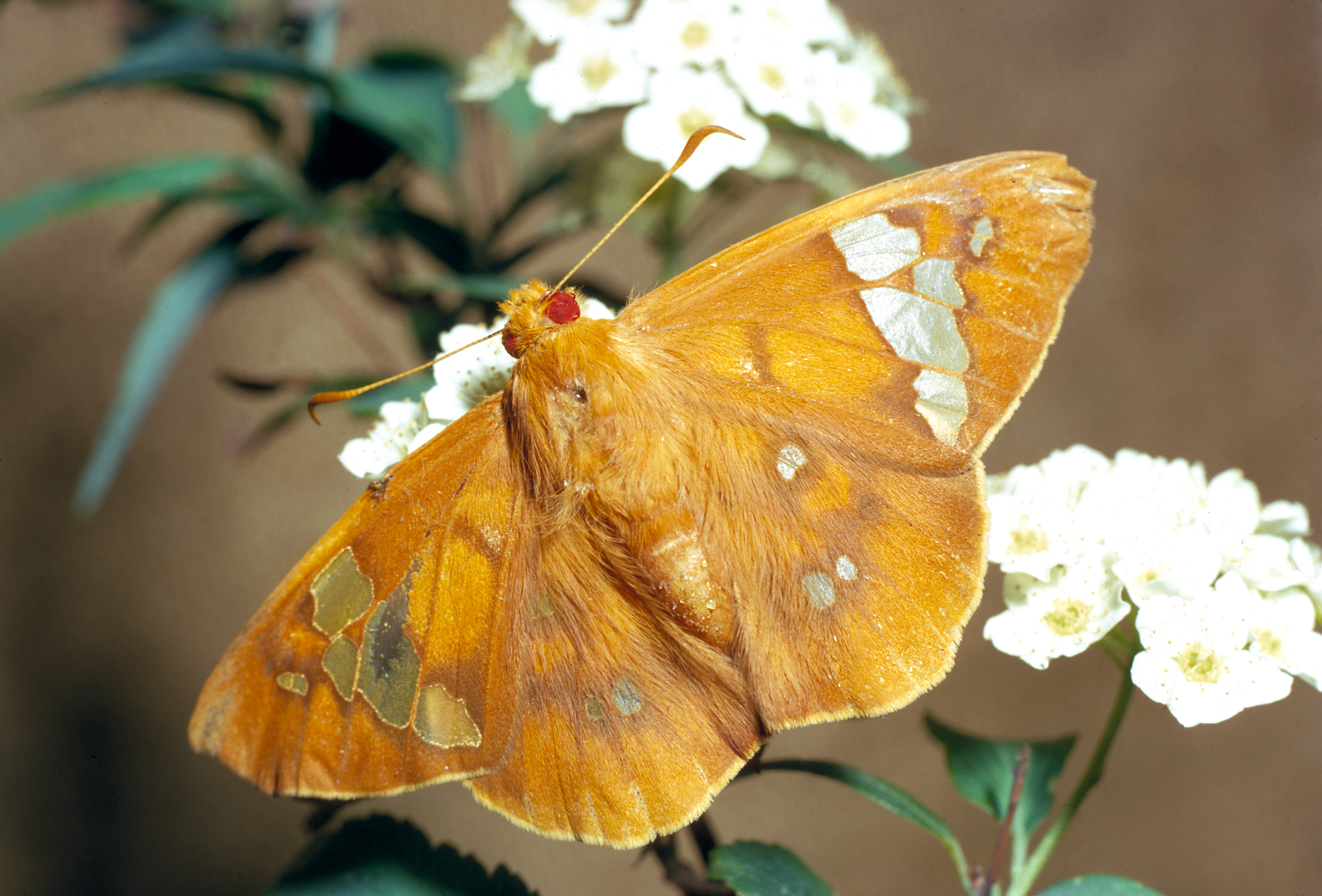
Soumračník Chaetocneme beata
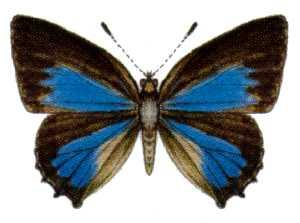
Modrásek Hypochrysops narcissus

## Taxonomie
Rod Lophostemon je v rámci čeledi myrtovité řazen do podčeledi Myrtoideae a tribu Lophostemoneae. Zbývající rody tohoto tribu jsou monotypické (Kjellbergiodendron, Welchiodendron a Whiteodendron) a vyskytují se v jihovýchodní Asii a Austrasii. Tato skupina tvoří jednu z bazálních vývojových větví čeledi myrtovité.
Rod Lophostemon byl vyčleněn z rodu Tristania v revizi z roku 1982, popsán však byl již v roce 1830.

## Význam
Nejvýznamnějším a nejznámějším druhem rodu je Lophostemon confertus, pocházející z východní Austrálie. Dřevo je velmi odolné proti termitům a šášni lodní a středně odolné proti hnilobě. Dobře se opracovává, vlivem obsahu tělísek z oxidu křemičitého však tupí nástroje. Používá se zejména na podlahy, parkety a různé konstrukce. Dřevo druhu L. suaveolens je podobné, velmi trvanlivé a je používáno zejména na sloupy a různé zemní stavby.
V Austrálii i v některých jiných tropických zemích je tento druh pěstován jako odolný okrasný a pouliční strom.